# Лом (река)
Лом — река на северо-западе Болгарии, правый приток Дуная. Исток на склонах горы Миджур (Восточно-Сербские горы, горная система Стара-Планина) у границы заповедника Чупрене близ границы с Сербией.
В истоке Лом называют ещё и Бырза-Река, а её притоки Лява-Река, Бялата-Вода и Краставичка.
Длина реки — 93 км, водосборный бассейн — 1140 км², средний уклон — 18,3 %, годичный сток — 202 106 м³. Среднегодовой расход воды у села Дреновец — 4,7 м³/с, в устье — 6,4 м³/с, с максимумом до 11 м³/с и минимумом 2,19 м³/с. Лом — одна из немногих рек Болгарии, избежавших промышленного загрязнения.
Река течёт в основном северо-восточном направлении, но в равнинной части, в нижнем течении — в северном направлении. По течению реки от истока к устью расположен ряд сёл: Горни-Лом, Долни-Лом, Средогрив, населённый пункт Фалковец; сёла: Ружинци, Дражинци, Бело-Поле, Роглец, Дреновец, Тополовец, Динково, Крива-Бара, Дондуково, Василовци, Сталийска-Махала, Трайково, Момин-Брод (квартал города Лом), Замфир и Голинци (квартал города Лом). При впадении в Дунай расположен город Лом, там реку также называют — Лиман.